# Ян Стажеховський
Ян Стажеховський гербу Нечуя (бл. 1507—1567/1568) — польський шляхтич, військовий та державний діяч Королівства Польського. Представник роду Стажеховських.

## Життєпис
Син белзького каштеляна, воєводи, барського і дрогобицького старости Войцеха Стажеховського та його дружини з Турських гербу Яніна.
Брав участь в здобутті замку Себежа з Хлібовичем. У 1563 р. підписав унію Заторського та Освенцімського князівств.
Посади: подільський воєвода у 1562—1567 р., самбірський староста в 1550-х, 1565—68 роках, дрогобицький староста у 1548 році, каштелян перемишлський 1556 року.
Був одружений з Бидловською гербу Топач. Відомі діти:
- Войцех — староста вишгородський, підкоморій львівський
- Станіслав — перемиський підкоморій
- донька (ім'я невідоме) — перша[2] дружина сяноцького підкоморія Миколая Сененського.